# Cuberasnapper
Cuberasnapper (Lutjanus cyanopterus) är en fisk i familjen Lutjanidae, vars medlemmar ofta kallas snappers, som finns längs Amerikas östkust från Kanada till Brasilien.

## Utseende
Cuberasnappern har en tämligen slank och avlång kropp, en mun med tjocka läppar och kraftiga hörntänder i båda käkhalvorna, samt en ryggfena som består av två delar, en styv med 10 taggstrålar, och en mjukare med 14 mjukstrålar. Även analfenan har liknande uppbyggnad, med 3 taggstrålar och 7 till 8 mjukstrålar. Bröstfenorna är förhållandevis korta, och stjärtfenan nästan tvärskuren. Kroppsfärgen är rödaktigt stålgrå till mörkbrun. De flesta ungfiskar, och ibland även vuxna individer, har ljusa tvärband längs överkroppen. Undre delen av kroppen är ljusare grå. Som mest kan arten bli 160 cm lång och väga 57 kg, men blir sällan över 90 cm lång.

## Vanor
Cuberasnappern lever på djup mellan 18 och 55 m över klippbottnar, rev och undervattensklippor. Ungfiskar visas ofta bland mangrove och sjögräs, och kan även gå upp i färskvatten. Arten är en aggressiv rovfisk som främst lever av fisk, räkor och krabbor.

### Fortplantning
Leken sker i mars till augusti då arten samlas i stora skaror kring rev på djupt vatten. Äggen är pelagiska, och kläcks inom ett dygn.

## Utbredning
Utbredningsområdet omfattar västra Atlanten längs Amerikas kust, sällsynt från Nova Scotia i Kanada och mera allmänt från Florida i USA till Amazonflodens mynning i östra Brasilien.

## Betydelse för människan
Cuberasnappern är en populär mat- och sportfisk. fångsten sker framför allt med fiskspö och långrev, men också med nät och bottentrål. Den har emellertid i en del fall givit upphov till ciguateraförgiftning.

## Status
Arten är klassificerad som sårbar ("VU", underklassifiering "A2d") av IUCN. En viktig orsak tros vara överfiskning.